# 皇家內陸大道
皇家內陸大道（西班牙語：El Camino Real de Tierra Adentro）是一個長達2560公里的貿易路線，連接墨西哥城和聖胡安普韋布洛，從1598年到1882年。這條路線最初用於運送薩卡特卡斯、瓜納華托和聖路易斯波托西的礦產，從墨西哥城一直延伸到美國新墨西哥。該路線穿過了北方沙漠中許多重要城市，包括契瓦瓦、華雷斯城、艾爾帕索、聖塔菲。
在2010年，55個遺址和5個早已被列入世界遺產的遺址被列入世界遺產「皇家內陸大道」。